# Teinobasis cryptica
Teinobasis cryptica – gatunek ważki z rodziny łątkowatych (Coenagrionidae).